# I Want You to Know (bài hát của Zedd)
"I Want You to Know" là một bài hát của DJ người Đức - Nga Zedd hợp tác với ca sĩ - diễn viên người Mỹ Selena Gomez từ album phòng thu thứ hai của Zedd, True Colors. Bài hát được viết bởi Zedd, thành viên chính của nhóm nhạc nam OneRepublic Ryan Tedder, và KDrew. Bài hát được phát hành ngày 23 tháng 2 năm 2015.

## Giải thưởng và đề cử
| Năm  | Giải thưởng        | Hạng mục                                 | Đề cử              | Kết quả   |
| ---- | ------------------ | ---------------------------------------- | ------------------ | --------- |
| 2015 | Teen Choice Awards | Ca khúc được lựa chọn cho bữa tiệc       | I Want You to Know | Đề cử     |
| 2015 | Teen Choice Awards | Ca khúc được lựa chọn làm ca khúc chủ đề | I Want You to Know | Đoạt giải |

## Xếp hạng
| Bảng xếp hạng (2015)                            | Vị trí cao nhất |
| ----------------------------------------------- | --------------- |
| Úc (ARIA)                                       | 22              |
| Áo (Ö3 Austria Top 40)                          | 36              |
| Bỉ (Ultratop 50 Flanders)                       | 40              |
| Bỉ (Ultratip Wallonia)                          | 6               |
| Canada (Canadian Hot 100)                       | 19              |
| Cộng hòa Séc (Rádio Top 100)                    | 26              |
| Cộng hòa Séc (Singles Digitál Top 100)          | 10              |
| Đan Mạch (Tracklisten)                          | 25              |
| Châu Âu Digital Song Sales (Billboard)          | 15              |
| Phần Lan (Suomen virallinen lista)              | 7               |
| Pháp (SNEP)                                     | 61              |
| Trường songid là BẮT BUỘC CHO BẢNG XẾP HẠNG ĐỨC | 39              |
| Hungary (Single Top 40)                         | 12              |
| Ireland (IRMA)                                  | 23              |
| Ý (FIMI)                                        | 49              |
| Nhật Bản (Japan Hot 100)                        | 21              |
| Hà Lan (Dutch Top 40)                           | 30              |
| Hà Lan (Single Top 100)                         | 34              |
| Na Uy (VG-lista)                                | 15              |
| Slovakia (Rádio Top 100)                        | 53              |
| Slovakia (Singles Digitál Top 100)              | 18              |
| Tây Ban Nha (PROMUSICAE)                        | 32              |
| Thụy Điển (Sverigetopplistan)                   | 23              |
| Thụy Sĩ (Schweizer Hitparade)                   | 48              |
| Anh Quốc (OCC)                                  | 14              |
| Anh Quốc Dance (OCC)                            | 4               |
| Hoa Kỳ Billboard Hot 100                        | 17              |
| Hoa Kỳ Adult Pop Airplay (Billboard)            | 36              |
| Hoa Kỳ Hot Dance/Electronic Songs (Billboard)   | 1               |
| Hoa Kỳ Dance Club Songs (Billboard)             | 14              |
| Hoa Kỳ Pop Airplay (Billboard)                  | 11              |
| Hoa Kỳ Rhythmic (Billboard)                     | 40              |

## Chứng nhận
| Quốc gia                                                                                              | Chứng nhận | Số đơn vị/doanh số chứng nhận |
| --- | ---------- | ----------------------------- |
| Úc (ARIA)                                                                                             | Vàng       | 35.000^                       |
| Đan Mạch (IFPI Đan Mạch)                                                                              | Vàng       | 30,000^                       |
| Ý (FIMI)                                                                                              | Vàng       | 25.000‡                       |
| Thụy Điển (GLF)                                                                                       | Bạch kim   | 20.000‡                       |
| ^ Chứng nhận dựa theo doanh số nhập hàng. ‡ Chứng nhận dựa theo doanh số tiêu thụ và phát trực tuyến. |            |                               |